# José de Armas y Cárdenas
Pour les articles homonymes, voir Armas et Cárdenas.
José de Armas y Cárdenas – également connu sous le pseudonyme Justo de Lara –, né le 26 mars 1866 à Guanabacoa (La Havane) et mort le 28 décembre 1919 à La Havane, est un intellectuel cubain, écrivain, journaliste et critique littéraire.